# Неплюев, Иван Иванович
Ива́н Ива́нович Неплю́ев (5 [15] ноября 1693, Наволок, Новгородский уезд — 11 [22] ноября 1773, Поддубье, Новгородский уезд, Новгородская губерния) — русский адмирал, действительный тайный советник, дипломат из рода Неплюевых, устроитель Южного Урала, автор мемуаров.

## Биография
Родился 5 (15) ноября 1693 года в имении Наволок на берегу Череменецкого озера в семье новгородского помещика Ивана Никитича Неплюева (1672—1709) и княжны Марфы Петровны Мышецкой (1673—1715). Обвенчался 6 сентября 1711 года с племянницей Ивана Татищева, Феодосьей Фёдоровной.
В 1715 году, по указу 1714 года, был записан на учёбу в Новгородской математической школе, несмотря на то, что он был уже женат и имел двух детей. В июне 1715 года был переведён в Нарвскую навигационную школу, а через три месяца в открывшуюся в Петербурге морскую академию, которую окончил уже в 1716 году. Служил гардемарином на Ревельском флоте, был командирован для обучения в Венецию; в 1717—1718 годах участвовал в войне Венеции с Турцией. Продолжил образование в Кадиксе; в 1720 году вернулся в Россию.
В 1720 году блестяще сдал экзамен в присутствии Петра Великого, выразившегося о нём: «в этом малом будет толк», и в чине поручика морского галерного флота был назначен главным командиром над всеми судами, строившимися в Петербурге.
С 1721 по 1734 годы был русским резидентом в Константинополе и «за долговременное при дворе турецком пребывание и в делах Ея Императорского Величества прилежную службу» был пожалован в 1724 году в чин капитана 3-го ранга, в 1726 году — в чин капитана 1-го ранга и в 1728 году в чин капитан-командора. В 1730 году получил чин шаутбенахта. В 1737 году участвовал в Немировском конгрессе, в 1739 году — в переговорах о заключении белградского мира.
В 1740 году участвовал в размежевании земель между Россией и Турцией по рекам Днепру и Бугу, будучи киевским губернатором. В ноябре 1741 года, в начале царствования Елизаветы Петровны в результате доноса был отстранён от должности главного командира Малороссии, арестован, лишён чина тайного советника, ордена Св. Александра Невского и малороссийских поместий.
Вскоре, однако, императрица убедилась в невиновности Неплюева, вернула ему чин и орден, оставив при этом в казне конфискованные поместья, и назначила его в 1742 году наместником Оренбургского края (включал территории нынешних Самарской, Челябинской и Оренбургской областей, Башкортостана, части Пермского края и Западного Казахстана) — главой Оренбургской комиссии. В течение 16-летнего управления краем Неплюев основал Оренбург, с целью обороны от башкир, калмыков, казахов и др., устроил до 70 крепостей по рекам Самаре, Уралу, Ую, Увельке, Миясу и Тоболу, дал правильное военное устройство оренбургскому казачьему войску, улучшил устройство яицкого войска, а также башкир, крещёных калмыков и других поселенцев Оренбургского края, много заботился об устройстве школ и церквей, о поднятии торговли и промышленности; при нём открыто вновь 28 заводов медеплавильных и 13 железоделательных.
В 1743 году обозначил окончательное местоположение Оренбурга на берегу Яика около устья Сакмары.
Из основанных им крепостей выросли города Оренбург, Магнитогорск, Троицк, Южноуральск.
22 сентября 1743 года Сенат утвердил ходатайство Неплюева, и Челябинская крепость сделалась главным административным центром Исетской провинции и ярмарочным рынком. Ему удалось без больших потерь усмирить восставших в 1755—1757 годах башкир и поймать муллу Абдуллу Галеева, намеревавшегося поднять против русских весь мусульманский край. В честь этого события в Оренбурге на высоком берегу реки Урал были установлены так называемые Елизаветинские ворота — символические ворота в Азию.
В 1758 году подал в отставку. В 1760 году назначен сенатором и конференц-министром (с 16 августа 1760 года по 20 января 1762 года). Он пользовался большим доверием Екатерины II, которая на время своего отсутствия в Петербурге поручала ему все столичные войска, вела с ним переписку и вверяла ему заботы о наследнике престола.
В октябре 1761 года он купил дачу у княгини Натальи Федосьевны Долгоруковой — «в Шлиссельбургском уезде, на реках Неве и Тосне, в 31 версте от Санкт-Петербурга»; впоследствии «мыза ивановская» (ныне — Отрадное) была куплена Екатериной II для внука Александра.
К 1764 году потерял зрение, вышел в отставку. Жил у сына в Петербурге, затем — в своём имении в Поддубье, где 11 (22) ноября 1773 года скончался и похоронен. По характеристике И. И. Голикова,

Сей достопочтенный муж имел разум твердый и тонкий, деятельность неусыпную, правосудие строгое и никакими пристрастиями и интересами непоколебимое… был враг вольнодумства, суеверия, ласкательства и потаковщиков; всякие несчастия и прискорбности сносил с благодарением Богу, веруя несомненно Провидению Его, управляющему жребием смертных…

## Избранные труды

Памятник Неплюеву в Троицке

«Записки» И. И. Неплюева были впервые напечатаны в 1823 году в «Отечественных записках» Свиньина и затем переизданы в 1871 году Л. Н. Майковым в «Русском Архиве», дополненные автором на основе его «повседневного журнала».
- Неплюев И. И. Жизнь Ивана Ивановича Неплюева (им самим писанная). — М.: тип. Грачева и К°, 1870. — 120 стб. — (Отт. из № 4 «Рус. арх.» 1870 г.).
- Неплюев И. И. Записки : (1693-1773). — Новое полн. изд., с примеч. — СПб.: А. С. Суворин, 1893. — 197 с. — (Изд. также под загл.: «Жизнь Ивана Ивановича Неплюева (им самим писанная)»).
  - Записки Архивная копия от 5 февраля 2022 на Wayback Machine // Империя после Петра. 1725—1765. — М.: Фонд Сергея Дубова, 1998. — С. 385—448.
- Неплюев И. И. Проект Неплюева о преобразовании Яицкого войска / Предисл. В. Витевский Архивная копия от 27 декабря 2013 на Wayback Machine // Русский архив. — 1878. — Кн. 2, Вып. 5. — С. 5—33.

## Награды
- Орден Святого Александра Невского (1740)
- Орден Святого апостола Андрея Первозванного (1762).

## Семья

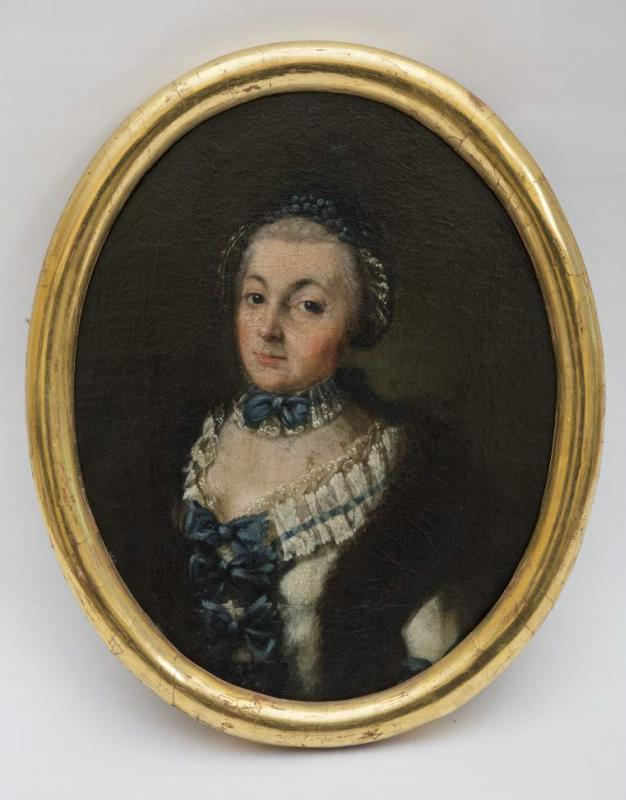
Портрет Марии Ивановны Римской-Корсаковой (урождённой Неплюевой)

В 1711 или 1712 году женился на Федосье Фёдоровне Татищевой (1695 — 4.12.1740, Киев), дочери стольника Ф. Ю. Татищева. Дети:
- Адриан (19.08.1712, Поддубье — 8.11.1750, Константинополь) — обучался в Голландии; в 1721 году поехал с отцом в Константинополь; с 1740 — секретарь Коллегии иностранных дел, затем секретарь посольства в Турции; с 1745 — резидент в Константинополе;
- Мария (14.07.1714, Поддубье — 31.07.1769, Санкт-Петербург), замужем за вице-адмиралом Воином Яковлевичем Римским-Корсаковым (4.07.1702 — 30.07.1757)[6].
- Сергей (1716—1723);
- Марфа (1721—1721?);
- Анна (19.01.1730, Константинополь — 14.08.1781), замужем за Михаилом Киприановичем Луниным (1712 — 22.09.1776), действительным тайным советником, президентом Вотчинной коллегии;
- Николай (12.05.1731, Константинополь — 24.05.1784), вице-президент Коммерц-коллегии, сенатор, тайный советник.

Овдовев, Иван Неплюев женился 7 октября 1741 года вторично на фрейлине Анне Ивановне Паниной (1717—1745, Орск), дочери генерал-поручика Ивана Васильевича Панина (1673—1736) и Аграфены Васильевны Эверлаковой (1688—1763) . Благодаря этому браку сделался зятем влиятельных впоследствии графов Никиты и Петра Паниных.

## Память
- В Оренбурге 2 января 1825 года было открыто военное училище, названное Неплюевским, впоследствии ставшее кадетским корпусом.
- В 1994 году в Оренбурге был открыт бюст И. И. Неплюева.
- В городе Троицке установлен памятник И. И. Неплюеву, его именем назван один из проспектов города.